# 영북면
영북면(永北面)은 경기도 포천시의 면이다.

## 개요
영북면은 포천시의 북단에 위치하며 동쪽으로는 이동면, 남쪽으로는 일동면, 영중면과 인접해 있고, 서쪽으로는 창수면, 관인면과 접해 있으며 북쪽으로는 강원특별자치도 철원군과 경계를 이루고 있다. 사면이 산으로 둘러 싸여 있으며 서북단으로 한탄강이 면계를 이루며 면내에는 영평천의 지류인 야미천과 한탄강의 지류인 자일천, 부소천이 흐르며 그 유역에는 평지가 조성되어 경작지가 형성되어 있다. 영북면의 동부에 있는 산정호수는 국민관광지로 지정되어 전국적으로 널리 알려진 관광 명소이며 산정호수의 수원인 명성산은 강원도 철원군과 경계를 이루고 있으며 특히 가을에 억새꽃으로 유명하다.

## 법정리
- 운천리(雲川里): 면 행정복지센터 소재지
- 자일리(自逸里)
- 문암리(紋岩里)
- 야미리(夜味里)
- 산정리(山井里)
- 소회산리(小回山里)
- 대회산리(大回山里)

## 교육
- 영북초등학교
- 영북중학교
- 영북고등학교

## 특산물
- 사과

## 관광
- 산정호수
- 명성산
- 평강식물원
- 한가원